# Manfred Overhaus
Manfred Overhaus (* 8. Juni 1939 in Hamburg; † 26. August 2019) war ein deutscher Beamter, der von 1993 bis 2004 Staatssekretär im Bundesministerium der Finanzen war.

## Leben
Nach dem Abitur an der Hebbelschule, dem Studium der Volkswirtschaft und der Promotion in Kiel war er seit 1968 im Bundesministerium der Finanzen beschäftigt, beginnend als Referent in der Haushaltsabteilung im Referat für die Mittelfristige Finanzplanung und die konjunkturpolitische Steuerung des Bundeshaushaltes, später als Leiter des Generalreferates für den Bundeshaushalt, als Unterabteilungsleiter, als Leiter der Haushaltsabteilung und seit 1993 als Staatssekretär (Nachfolger von Peter Klemm). Er war zuständig für die Abteilungen Bundeshaushalt, Zölle, Verbrauchsteuern, Branntweinmonopol, Bundesliegenschaften, Bundesbeteiligungen sowie den Bereich der Nachfolgeorganisationen der Treuhandanstalt. Eine Verlängerung seiner Amtszeit wurde verwehrt. Später ging er als Berater zur RAG.
Er galt als graue Eminenz und als Muster des unpolitischen und loyalen Beamten.
Nach dem Eintritt in den Ruhestand lebte der Vater von zwei Söhnen in Sankt Augustin.